# Moa (fiume)
Il Moa è un fiume dell'Africa occidentale (Guinea, Liberia e Sierra Leone), tributario dell'oceano Atlantico.
Ha origine nel massiccio del Fouta Djalon, regione di alteterre situata in territorio guineano, nei pressi della città di Macenta. Scorre con direzione mediamente sudoccidentale, formando parte del confine della Guinea con Liberia e Sierra Leone; entra poi definitivamente nel territorio di quest'ultimo Stato, di cui attraversa l'intera sezione meridionale sfociando poi nell'oceano Atlantico nei pressi della città di Sulima.
Il maggior tributario del Moa è il fiume Meli.